# 고흥 나들목
고흥 나들목(Goheung IC)은 전라남도 고흥군 동강면 한천리에 설치된 남해고속도로의 7번 교차로이다.
당초 계획에 없었으나 고흥군의 요청으로 추가되었는데, 공사가 늦게 시작되어 2011년에 착공하여 2013년 1월 30일에 개통되었다. 고개 정상지점에 위치하고, 영암 방면으로는 바로 터널 입구가 있는 상황이라 구조상 영암 방면의 램프를 건설하기 어려워, 순천 방면의 진·출입만 가능하다. 나들목명과는 달리 고흥읍내와 고흥군청과는 30km 이상 떨어져 있다.

## 역사
- 2011년 4월 25일 : 2012년까지 나들목 신설을 위해 고흥군 도시계획시설 교통광장에 동강면 한천리 일원을 고시[3]
- 2013년 1월 30일 : 나들목 개통[4]

## 구조물 정보
- 위치 : 전라남도 고흥군 동강면 한천리
- 영업소: 전라남도 고흥군 동강면 고흥로 4823-17

## 접속하는 도로
- 고흥로, 채동선로 (구 국도 제15호선, 국도 제27호선, 국가지원지방도 제15호선)
- 간접 연결 : 국도 제15호선, 국도 제27호선 (우주항공로, 한천 교차로 이용)

## 교통량 정보
| 요금소        | 통행량 (대/일) | 통행량 (대/일) | 통행량 (대/일) | 통행량 (대/일) | 통행량 (대/일) | 통행량 (대/일) | 통행량 (대/일) | 통행량 (대/일) | 각주  |
| 요금소        | 2012년         | 2013년         | 2014년         | 2015년         | 2016년         | 2017년         | 2018년         | 2019년         | 각주  |
| ------------- | -------------- | -------------- | -------------- | -------------- | -------------- | -------------- | -------------- | -------------- | ----- |
| 고흥 (폐쇄식) | 미개통         | 2,314          | 2,912          | 3,484          | 3,765          | 4,157          | 4,185          | 4,400          | [ 5 ] |